# Bolteria omani
Bolteria omani är en insektsart som beskrevs av Knight 1971. Bolteria omani ingår i släktet Bolteria och familjen ängsskinnbaggar. Inga underarter finns listade i Catalogue of Life.